# وثائق الكونفدرالية

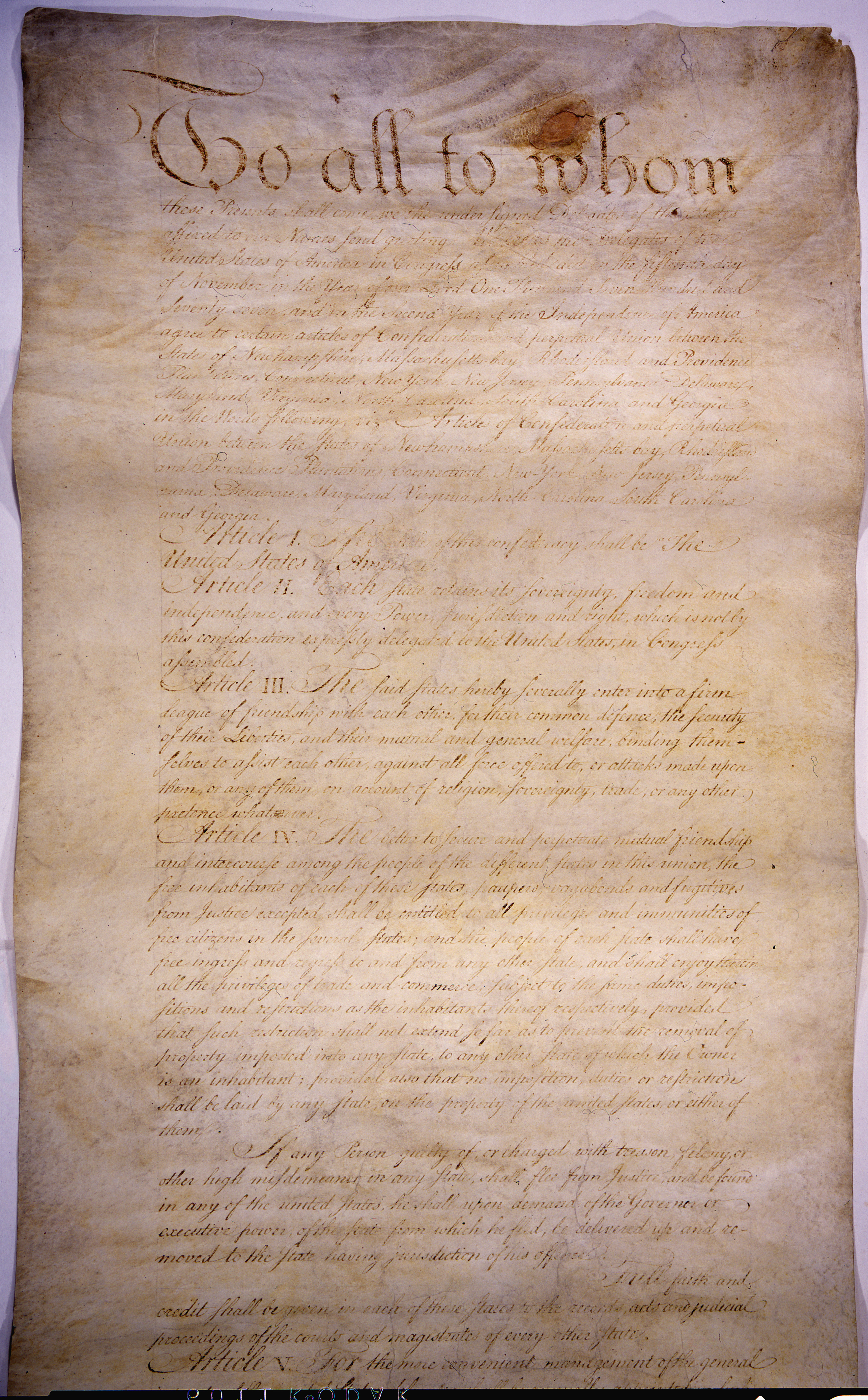
الصفحة الأولى من وثائق الكونفدرالية

وثائق الكونفدرالية (بالإنجليزية: Articles of Confederation)‏ كانت اتفاقيات بين الولايات الثلاث عشرة المؤسسة للولايات المتحدة، وكانت هذه الوثائق بمثابة الدستور الأولي لها.
وضعت هذه الوثائق أثناء مؤتمر فيلادلفيا في منتصف عام 1776 وأرسلت نسخة منها للمصادقة عليها من قبل الولايات المشاركة في أواخر 1777، وانتهت المصادقة الرسمية من قبل جميع الولايات الثلاث عشرة في أوائل عام 1781.
حتى وعندما لم يكن قد وقع عليها بعد، فقد كان لهذه الوثائق مصداقية دولية أعطتها لمؤتمر فيلادلفيا لقيادة حرب الاستقلال الأمريكية، إقامة علاقات دبلوماسية مع أوروبا، والتعامل في القضايا الحدودية.
وفي 4 مارس 1789 تم استبدال هذه الوثائق بدستور الولايات المتحدة، حيث زود الدستور الجديد بتفاصيل أكبر للحكومة المركزية، والرئيس، والمحاكم، والقوة الضريبية.

## التصديق
قُدِّمَت «وثائق الكونفدرالية» إلى الولايات لتصديقها في شهر نوفمبر من عام 1777. كانت فرجينيا أول ولاية تُصدَّق على الوثائق بتاريخ 16 ديسمبر 1777، وكانت اثنتا عشر ولاية قد صدَّقت على الوثائق بحلول فبراير عام 1779 أي بعد مضي أربعة عشر على بدأ العملية. أمَّا ماريلند فكانت الولاية الوحيدة التي رفضت المصادقة حتى أبدت الولايات ملاكة الأراضي (ولا سيما فرجينيا) استعدادها التنازل للاتحاد عن مطالبها في الأراضي الواقعة غربي نهر أوهايو. ومرَّت سنتين حتى رضيت الجمعية العامة لولاية ميريلاند أن مختلف الولايات بادرت ووقعت للتصديق على الوثائق. ونفَّذ الكونغرس إبَّإن هذه الفترة الوثائق باعتبارها إطار العمل الحكومي للبلاد بحكم الأمر الواقع. صدَّقت ماريلند على الوثائق في نهاية المطاف بتاريخ 2 فبراير عام 1781. أُبلِّغ الكونغرس بموافقة ماريلند يوم الأول من مارس، معلناً «وثائق الكونفدرالية» قانون البلاد.
الولايات التي صدَّقت على وثائق الكونفدرالية في التواريخ الآتية:
| الولاية | الولاية            | التاريخ        |
| ------- | ------------------ | -------------- |
| 1       | فرجينيا            | 16 ديسمبر 1777 |
| 2       | كارولاينا الجنوبية | 5 فبراير 1778  |
| 3       | نيويورك            | 6 فبراير 1778  |
| 4       | رود آيلاند         | 9 فبراير 1778  |
| 5       | كونيتيكت           | 12 فبراير 1778 |
| 6       | جورجيا             | 26 فبراير 1778 |
| 7       | نيوهامبشير         | 4 مارس 1778    |
| 8       | بنسيلفانيا         | 5 مارس 1778    |
| 9       | ماساتشوستس         | 10 مارس 1778   |
| 10      | كارولاينا الشمالية | 5 أبريل 1778   |
| 11      | نيوجيرسي           | 19 نوفمبر 1778 |
| 12      | ديلاوير            | 1 فبراير 1779  |
| 13      | ماريلند            | 2 فبراير 1781  |

## معرض صور

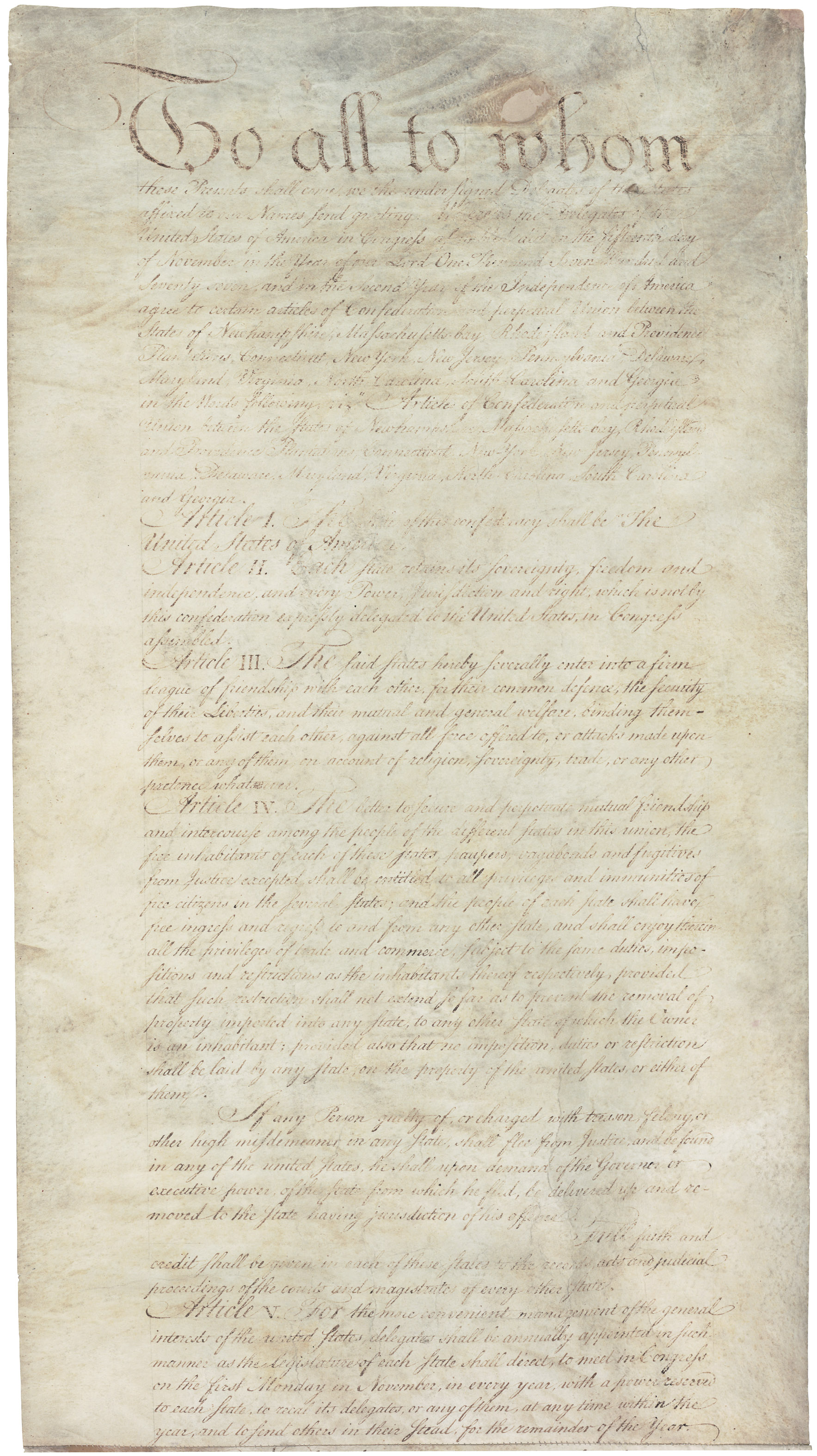
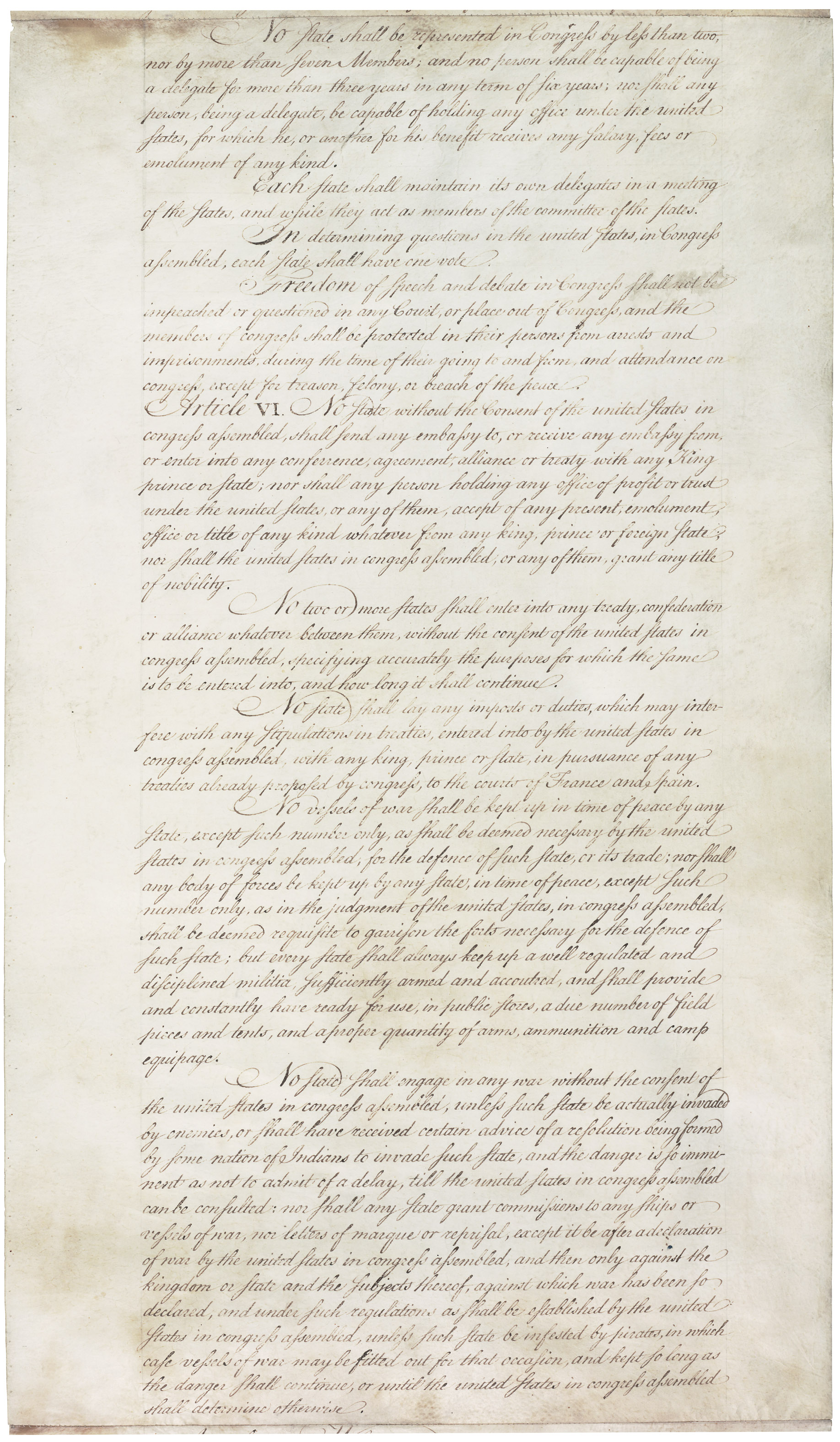
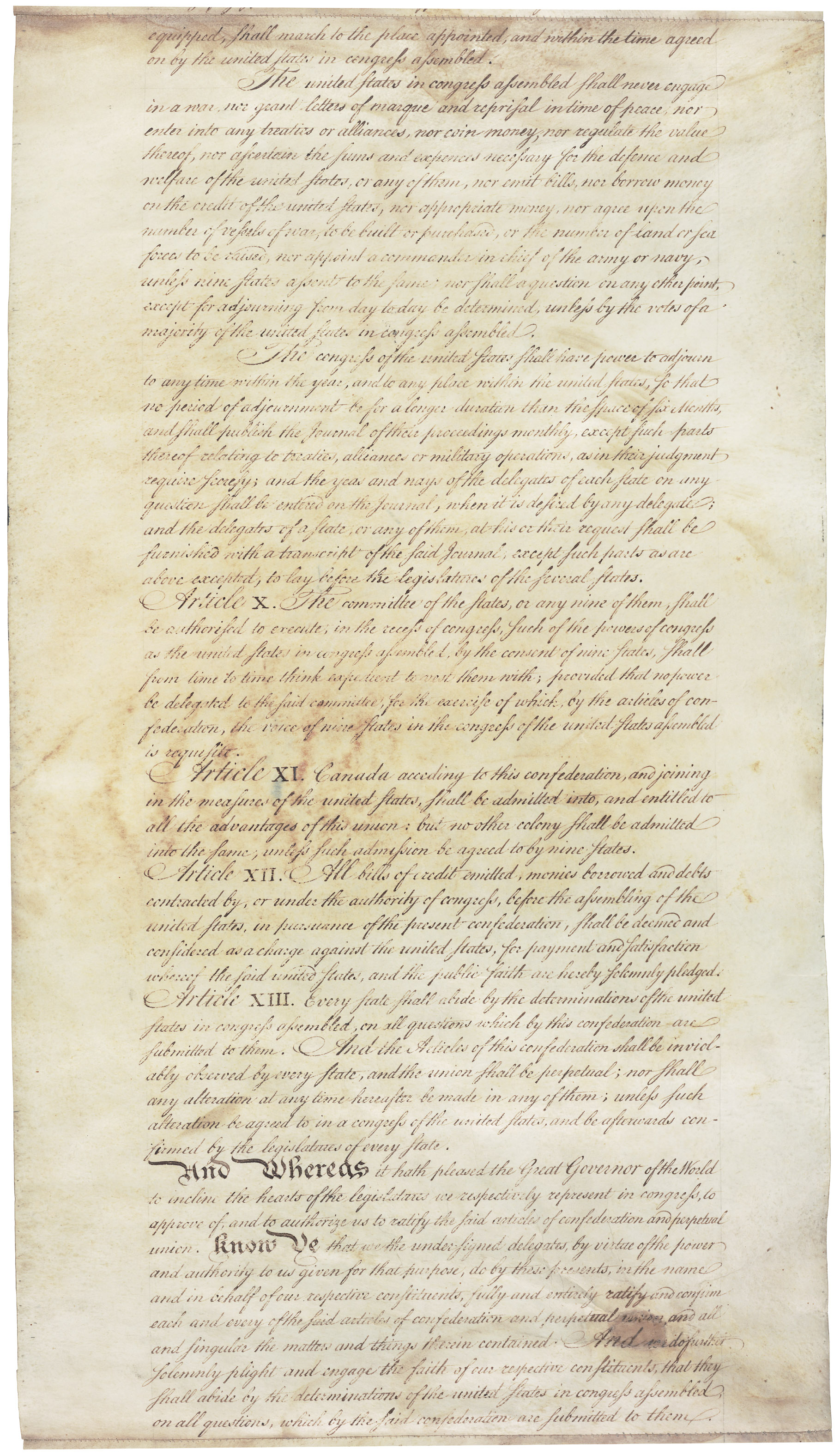
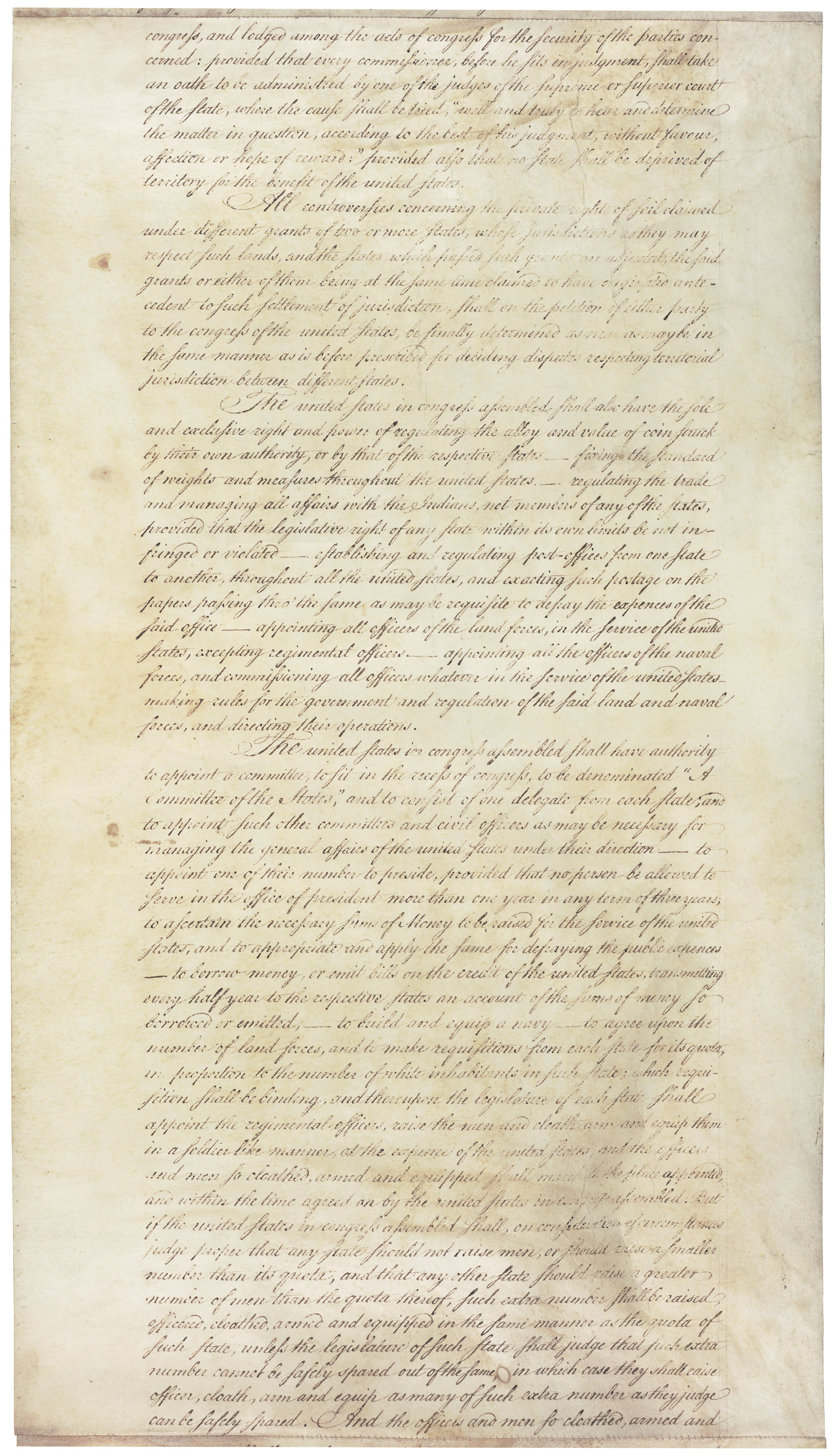
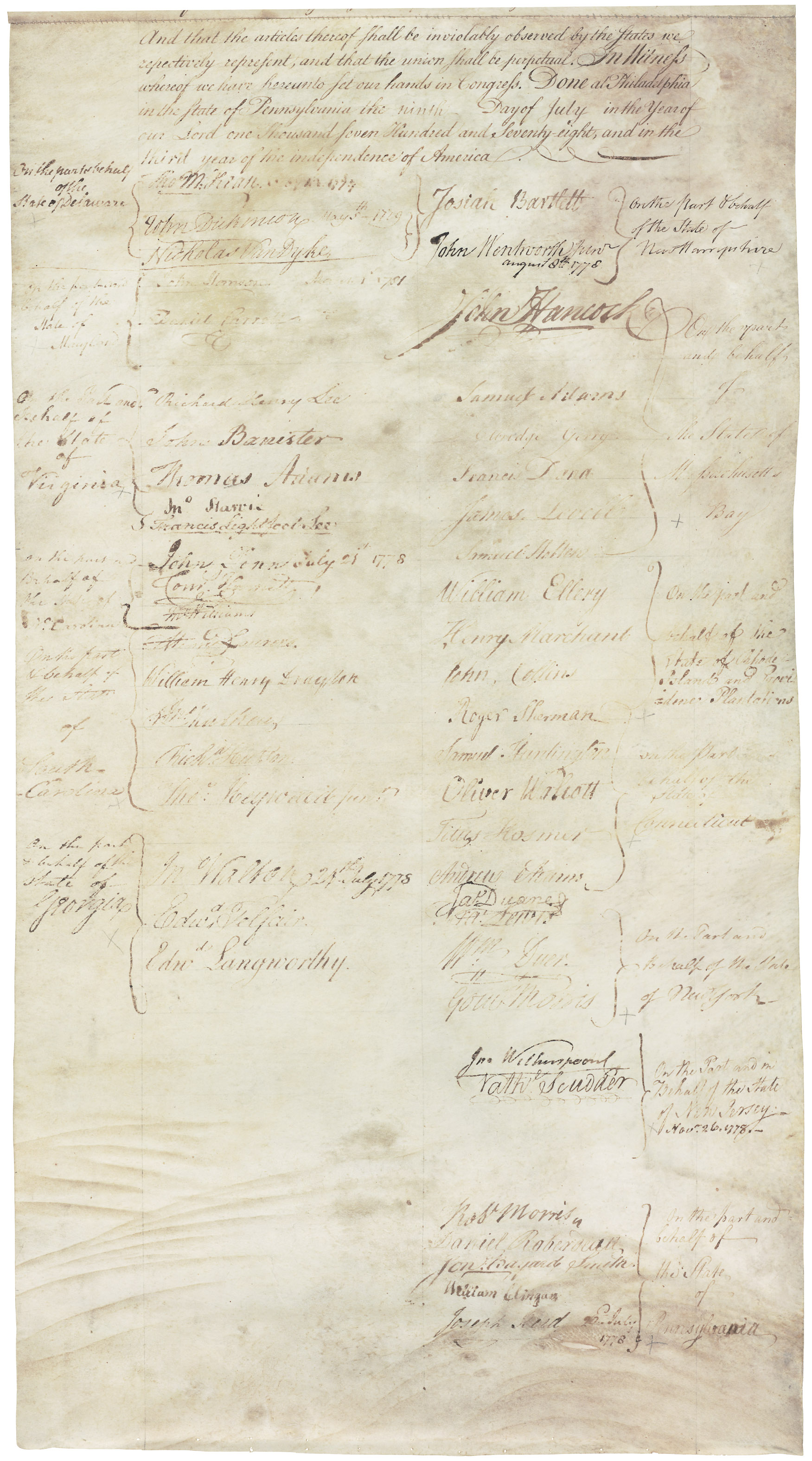
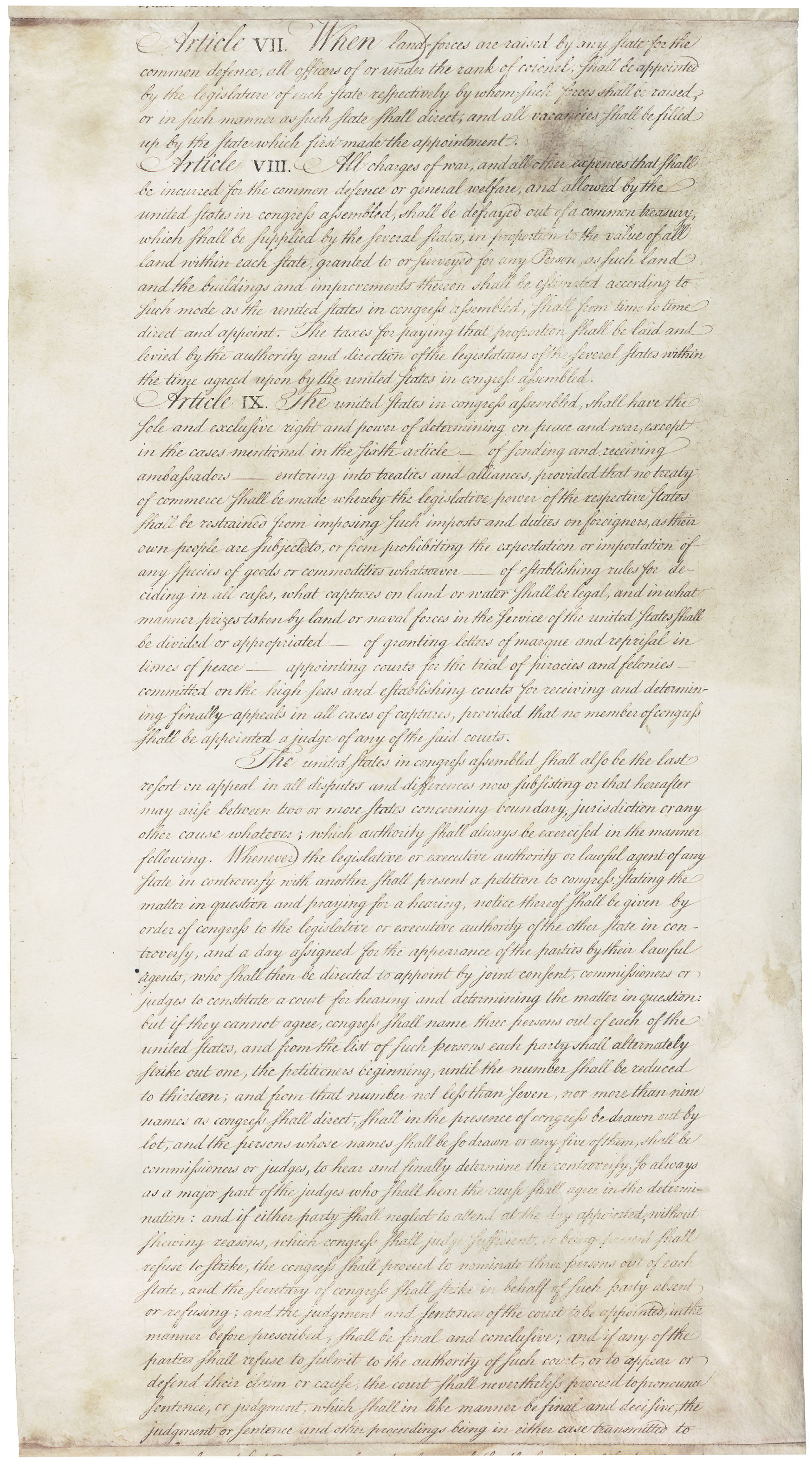

## وصلات خارجية
- نسخة نصية عن وثائق الكونفدرالية (بالإنجليزية)
- وثائق الكونفدرالية ومصادر مرتبطة - مكتبة الكونغرس (بالإنجليزية)